# De Kimme
De Kimme is een theater in het Drentse dorp Zuidlaren.
Het gebouw, waarin het theater is gehuisvest, is gelegen op het terrein van het psychiatrisch ziekenhuis Dennenoord. Naast een theater met 450 stoelen is er tevens een sportzaal en een klein restaurant. In de theaterzaal worden musicals opgevoerd door de basisscholen. Daarnaast vinden er concerten en dansvoorstellingen en andere culturele evenementen plaats. Het restaurant doet dienst als ontmoetingsplek voor de bewoners van Dennenoord. De sporthal wordt onder andere gebruikt door de plaatselijke basketbalclub, BV Epeios.